# Lüscher-Farbtest
Der Lüscher-Farbtest ist ein 1947 von Max Lüscher entwickelter projektiver Persönlichkeitstest, der die Präferenzordnung eines Probanden für vorgegebene Testfarben ermittelt und auf der Annahme beruht, dass sich daraus verlässlich und wirksam psychologisch relevante Charaktereigenschaften bestimmen lassen. Diese Annahme wird von vielen Wissenschaftlern als nicht belegt angesehen, und es gibt Indizien für einen Barnum-Effekt bezüglich der vorgegebenen Interpretationen. Es gibt den sehr verbreiteten sogenannten kleinen Lüscher-Test, der mit acht Farben auskommt, als auch den klinischen Lüscher-Test, der mit sieben Farbtafeln und insgesamt 73 Farbfeldern aus 25 verschiedenen Farben arbeitet, unter denen 43 verschiedene Wahlen zu treffen sind. Die Tests werden u. a. eingesetzt in der ärztlichen Praxis, bei homöopathischen Behandlungen, in der Psychiatrie, zur Untersuchung von Auffälligkeiten bei Straftätern und zur Beurteilung von Bewerbern. Im Vergleich zu anderen projektiven Tests wie etwa dem Rorschach-Test besticht er durch die einfache Anwendbarkeit, die auch durch ungeschultes Personal erfolgen kann. Durch die populären Buchausgaben mit den leicht nachzuschlagenden Deutungstexten fand der kleine Test auch unter Laien weite Verbreitung.

## Durchführung des kleinen Lüscher-Tests
Den Büchern liegen jeweils die acht Karten mit den Testfarben bei. Sie werden zu Beginn alle offen ausgelegt. Der Proband wählt dann die Karte aus, deren Farbe ihm am sympathischsten erscheint, dreht sie um, so dass die hinten aufgedruckte Zahl zu erkennen ist, und legt sie zur Seite. Danach wird unter den verbliebenen Karten die mit der nächstbesten Farbe ausgewählt und umgedreht rechts neben die zuerst ausgewählte Karte gelegt. Dies wird fortgesetzt, bis zuletzt die am wenigsten bevorzugte Karte genommen und ganz rechts an die Reihe der umgedrehten Karten gelegt wird.
Die entstehende Zahlensequenz wird in vier Paare unterteilt, wobei jedem Paar ein Symbol zugeordnet wird: „+“ für das erste Paar, „×“ für das zweite Paar, „=“ für das dritte Paar und „−“ für das Schlusspaar. Bei der Protokollierung wird vor jeder Zahl das entsprechende Symbol des Paares, zu dem die Zahl gehört, eingefügt. Beispiel: „+4 +3 ×1 ×2 =5 =6 −0 −7“. Die Symbole deuten die Beziehung zu der jeweiligen Farbe an:
| Zeichen | Beziehung          |
| ------- | ------------------ |
| „+“     | starke Bevorzugung |
| „×“     | Sympathie          |
| „=“     | Indifferenz        |
| „−“     | Ablehnung          |

Bei der Wahl der Farben ist es entscheidend, die Farben abstrakt zu betrachten und nicht mit irgendwelchen Gegenständen oder Dekorationsobjekten zu assoziieren. Bereits Norman und Scott identifizierten dies 1952 als ein Hauptproblem von Tests, die auf farblichen Präferenzen beruhen.
Der Test kann anschließend wiederholt werden. Falls der zweite Testlauf sich von dem ersten unterscheidet, wird angenommen, dass letzterer spontaner und daher authentischer sei.
Die Auswertungstabellen geben eine Interpretation für jedes Paar, jeweils für jedes Symbol. In dem Beispiel würde entsprechend nachgeschlagen werden unter „+4 +3“, „×1 ×2“, „=5 =6“ und „−0 −7“, wobei die Reihung jeweils relevant ist, d. h. „+4 +3“ wird anders interpretiert als „+3 +4“. Abschließend wird noch die erste und die letzte Zahl betrachtet, im Beispiel „+4 −7“. Zu dem Deutungstext finden sich Prozentzahlen, die auf der Basis eines Tests mit 36.892 Studenten angeben, welcher Anteil davon dieses Paar gewählt hatte. Ferner sind teilweise noch Sterne angegeben. Je höher die Zahl der akkumulierten Sterne ist, umso eher interpretiert der Test dies als potentielle psychische Fehlhaltung.

## Testfarben
Die acht Farben des kleinen Tests werden in vier Grundfarben und vier Modifikationsfarben unterteilt. Die Grundfarben repräsentieren dabei vier psychische Grundstrukturen, die mit einigen psychologischen Typen, die auf Carl Gustav Jung zurückgehen, verwandt sind. Dieser Ansatz basiert auf der tiefenpsychologischen Beziehung zwischen dem Bewussten und dem Unbewussten, zwischen Subjekt und Objekt. In der Beziehung dominiert entweder das Subjekt (Autonomie) oder das Objekt (Heteronomie) und, orthogonal dazu, wendet sich das Subjekt sich selbst (con-zentrisch) oder dem Objekt zu (ex-zentrisch). Lüscher distanziert sich hier von dem von Jung geprägten Begriff der Introversion, um dies schärfer von der Eigenschaft des Egozentrismus abzugrenzen, die er als dazu orthogonale Charaktereigenschaft betrachtet. Im Idealfall wird erwartet, dass die vier Grundfarben auf den ersten vier oder fünf Plätzen erscheinen. Wenn schwarz, grau oder braun bevorzugt werden, wird dies als ein Indiz für eine Störung gesehen.
Die Farben in der folgenden Tabelle dienen nur der groben Orientierung. Präzise farbmetrische Messungen wurden beispielsweise 1973 von Lakowski und Melhuish vorgenommen, wobei festgestellt wurde, dass die vom Test-Verlag vertriebenen Farbkarten um etwa ein Drittel heller sind als die bei Random House erschienenen.
| Zahl | Farbe      | Typ                      | Charakterisierung            |
| ---- | ---------- | ------------------------ | ---------------------------- |
| 1    | dunkelblau | heteronom, con-zentrisch | Sympathie                    |
| 2    | blaugrün   | autonom, con-zentrisch   | Selbstvertrauen              |
| 3    | orangerot  | autonom, ex-zentrisch    | Vitalität                    |
| 4    | hellgelb   | heteronom, ex-zentrisch  | Hoffnung/Gemeinschaftsgefühl |
| 5    | violett    |                          | Infantilität                 |
| 6    | braun      |                          | Nestgefühl                   |
| 7    | schwarz    |                          | Absolutes Nichts/Tod         |
| 0    | grau       |                          | Distanz                      |

In der Argumentation von Lüscher ist der Mensch insbesondere in seiner Frühgeschichte von Tag und Nacht, Dunkelheit und Licht beeinflusst worden. Während der Nacht waren Tätigkeiten unmöglich, während der helle Tag die Gelegenheit für Aktivitäten bot. Die hellgelbe Farbe steht für das Tageslicht und damit für Aktivität und Entfaltung, während das Dunkelblau den nächtlichen Himmel repräsentiert und entsprechend mit Ruhe und Passivität assoziiert wird. Bei den Farben Orangerot und Dunkelblau sieht Lüscher auch einen Zusammenhang mit dem vegetativen Nervensystem. Nach seinen Beobachtungen steigt bei längerer Betrachtung der orangeroten Farbe der Blutdruck und sowohl Atmung und als auch Herzschlag werden schneller. Das Dunkelblau hingegen übt eine beruhigende Wirkung aus, es fällt der Blutdruck und sowohl Atmung als auch Herzschlag verlangsamen sich. Lüscher sieht hierin eine objektive Bedeutung, die sich instinktiv und reflexiv ergibt unabhängig davon, ob die Farben bevorzugt werden oder nicht.

## Kritik
Kritisiert wird häufig, dass die Validität des Tests nicht belegt werden kann. Bereits der Rorschach-Test, der ebenfalls mit Farben arbeitet, sah sich der Kritik ausgesetzt, dass die Validierung primär aufgrund klinischer Erfahrung erfolge, jedoch kaum auf Basis psychologischer Experimente. In eine ähnliche Richtung geht beispielsweise die 1971 erschienene Kritik von Pickford, der in dem bei Random House erschienenen Testverfahren Hinweise auf Experimente vermisst, die die Hypothesen über die Charakterisierung der verwendeten Testfarben belegen. Die Vorgehensweise wird als dogmatisch und unkritisch verworfen. Interessant ist auch die Frage, inwiefern der Test für Farbenblinde übertragbar ist. Lüscher verweist hier auf eine Untersuchung von L. Steinke und kommt zu dem Schluss, dass die Wirksamkeit des Tests bei Farbenfehlsichtigkeit nicht beeinträchtigt wird. Pickford wirft hier Steinke vor, dass er zwar die an Deuteranopie leidenden Patienten zum Vergleich heranzog, jedoch nicht Probanden mit Protanopie, die die Testfarben orangerot und braun kaum unterscheiden können.
Es folgten dann einige psychologische Experimente. French und Barney untersuchten 1971 die Wirkung der Testfarben an 46 Studenten, wobei zuerst die einzelnen Farben mit vorgegebenen Adjektiven zu versehen waren, dann der Acht-Farben-Test zweifach durchgeführt wurde und abschließend die Probanden sich noch dem Illinois Personality and Ability Testing unterzogen, um die Indikationen für potentielle Störungen miteinander zu vergleichen. French und Barney sahen dabei die Wirkung der Farben Dunkelblau und Hellgelb bestätigt, konnten jedoch die von Lüscher zugeschriebene Wirkung des Orangerot nicht nachvollziehen. Ebenso stellten sie fest, dass die Positionen der Grundfarben einer hohen Variabilität unterliegen, während die Modifikationsfarben eher unverändert positioniert wurden. Ferner wurden Unterschiede bezüglich des Geschlechts bei den affektiven Reaktionen festgestellt. Insgesamt sahen French und Barney die Validität des Tests als Instrument zur Messung der Anspannung nicht bestätigt.
1974 führte Donnelly den Test an 98 Psychologie-Studenten durch, jeweils zweifach mit 45 Tagen Zeitdifferenz, und verglich dann die Resultate. Er stellte dabei fest, dass sich dabei die erste und achte Farbe kaum veränderten, die dritte oder vierte Farbe jedoch höchst unterschiedlich waren. Außerdem berichtet er über signifikante Unterschiede bezüglich des Geschlechts und zwischen Europa und Amerika. Einen ähnlichen Test mit Studenten führten auch Braün und Bonta durch, die hierbei auch signifikante Unterschiede zwischen US-Amerikanern und Kanadiern feststellten. Wegen der mangelnden Korrelation zwischen dem ersten und zweiten Durchgang empfahlen sie, den Test als diagnostisches Werkzeug zu verwerfen.
Holmes und weitere Autoren der Emporia State University verglichen 1984 den Lüscher-Test mit MMPI und stellten dabei fest, dass es keine nennenswerten Übereinstimmungen gibt. Sie vermuteten, dass die trotz allem recht hohe Popularität des Lüscher-Tests ihre Ursache im Barnum-Effekt haben könnte, d. h. viele der Deutungstexte sind so allgemein geschrieben, dass sie von fast jedem als zutreffend empfunden werden. In einer späteren Untersuchung sahen sie diese Vermutung als bestätigt an. Danach wurde von den Autoren der Test an 1143 Patienten einer psychiatrischen Klinik durchgeführt. Hierbei stellten sie keine abweichende Präferenz in Bezug auf die Modifikationsfarben fest, die in diesem Falle zu erwarten wäre.
Picco und Dzindolet von der Cameron University veröffentlichten 1994 eine Untersuchung, die sich mit der Validität von Lüschers Annahmen zu den vier Grundfarben beschäftigte. Es wurden zwei Experimente durchgeführt, wobei das erste der Verbesserung des Verfahrens diente. Im Rahmen des zweiten Experiments führten 98 Psychologie-Studenten den Test durch. Dies sollte verglichen werden mit der Selbsteinschätzung der Probanden, inwieweit die Deutungen in Bezug auf die bevorzugte Farbe auf sie zutrifft. Wegen des Störfaktors der sozialen Erwünschtheit wurden für jede der vier Grundfarben je vier Deutungstexte entwickelt, die in dieser Beziehung neutral sind. Den Probanden wurden dann alle 16 Deutungstexte präsentiert, wobei sie jede Deutung individuell auf einer Stufe von 1 bis 7 bewerteten, inwiefern diese für sie selbst zutreffen würde. Abgeschlossen wurde das Experiment durch das von Hans Jürgen Eysenck entwickelte Eysenck Persönlichkeits-Inventar (EPI). Die Autoren sahen die Deutungen des Lüscher-Tests nicht bestätigt. Im Gegenteil, sie fanden, dass Probanden, die Blaugrün bevorzugten, eher extrovertiert waren als Probanden, die Dunkelblau oder Hellgelb am sympathischsten fanden. Umgekehrt wurden Probanden, die Hellgelb bevorzugten, als introvertierter eingeschätzt als diejenigen, die Blaugrün an erster Stelle genannt hatten. Auf Basis dieser Ergebnisse wurde die Validität des Lüscher-Tests angezweifelt.
Um die Validität des Tests zu untermauern, fügte Lüscher eine ausführliche Bibliographie mit Arbeiten zum und über den Lüscher-Test den Büchern bei, die auch aktualisiert im Internet gepflegt wird. Insbesondere Autoren aus dem angelsächsischen Raum beklagen sich darüber, dass sich kaum englischsprachige Literatur darunter befinde und sie schwer zu beschaffen sei. Wegen dieser Einseitigkeit werden auch Anpassungen des Tests an nicht-europäische Kulturen vermisst.
In ihrem kritischen Rückblick auf die Farbpsychologie, der auch den Lüscher-Test einschließt, kommen Whitfield und Wiltshire 1990 zum Schluss, dass die Annahme, dass die Reaktion auf Farbeindrücke vom emotionellen Zustand abhänge, mit Experimenten ausreichend belegt sei, jedoch deswegen noch nicht klar sei, ob dies Rückschlüsse auf Charaktereigenschaften zulasse.

## Testausgaben
- Max Lüscher: Lüscher-Test. Test-Verlag, Basel 1969.
- Max Lüscher: The Lüscher Color Test. Hrsg.: Ian Scott. Random House, 1969.
- Max Lüscher: Der Lüscher-Test. Persönlichkeitsbeurteilung durch Farbwahl. Rowohlt, Hamburg 1971, ISBN 3-498-03812-5.